# Jayavarman VI
Jayavarman VI (Jemer: ជ័យវរ្ម័នទី៦) fue rey del Imperio jemer de 1080 hasta el 1107.
Durante los reinados de Udayadityavarman II y Harshavarman III hubo varias rebeliones internas y una guerra fallida con Champa. Quizás el último un continuó reinando en Angkor durante una revuelta que finalmente llevó al poder a siguiente rey oficial, Jayavarman VI, probablemente un príncipe vasallo.: 376–377 
Proveniente del territorio Phimai, en el valle del Río Mun,  aparece como el usurpador y fundador de una nueva dinastía, el Mahidharapura, del nombre de la casa ancestral de su familia. En las inscripciones a comienzos de su reinado,  afirmó ser descendiente de la pareja mítica del príncipe Sage Kambu Swayambhuva y su hermana (y esposa) Mera, en lugar de tener antepasados reales del linaje real.: 66 
Jayavarman VI estuvo probablemente comprometido durante varios años en conflictos contra quienes mantenían lealtad a la línea legitima de Harshavarman III y su heredero Nripatindravarman, el cual llegó a reinar Angkor hasta 1113.: 153 
Sin embargo, a él se le dio el mérito de haber construido el templo Phimai. Fue sucedido por su hermano mayor, Dharanindravarman I, y recibió el nombre póstumo de Paramakaivalyapada.: 153 